# Posse Comitatus (organización)
Posse Comitatus (del latín "fuerza del condado") es un movimiento de Estados Unidos informalmente organizado y de ultraderecha que tiene su origen a finales de los años 1960. Sus miembros difunden un ideario basado en teorías de la conspiración de tintes antigubernamentales y antisemitas que tienen por objeto contrarrestar lo que consideran que es un ataque a los derechos sociales y políticos de los cristianos blancos.
Muchos miembros de la organización practican el preparacionismo y participaron en la formación de milicias ciudadanas durante los años 1990. Los Posse Comitatus fueron pioneros en la inscripción de cargas falsas a la propiedad y otros tipos de «terrorismo documental» con el que atacaban a sus oponentes valiéndose de acciones judiciales frívolas.

## Trasfondo histórico
Muy ligados al movimiento de la Identidad Cristiana (Christian Identity), un movimiento del supremacismo blanco, creen ser el verdadero pueblo de Israel elegido por Dios y afirman que los judíos colaboran con Satanás para destruir la civilización y socavar los derechos de los ciudadanos de raza blanca valiéndose de la Reserva Federal y de la Administración Tributaria de Estados Unidos.
Los estatutos fundacionales de la organización fueron redactados en 1969 en Portland (Oregón) por Henry Lamont Beach «un dueño jubilado de un negocio de lavado en seco que una vez llegó a ser miembro de la Legión de Plata, los Silver Shirts, (literalmente, los Camisas Plateadas) una organización de inspiración nazi que se fundó en Estados Unidos tras el ascenso al poder de Hitler en Alemania».
Un estudioso de la materia atribuye a William Potter Gale el carácter de fundador del movimiento.

Los miembros de la organización sostienen que no existe forma de gobierno legítima en Estados Unidos más allá del gobierno local del condado y que no existe autoridad policial más elevada que la del sheriff. Si el sheriff se negara a llevar a cabo la voluntad de los ciudadanos del condado:
...la organización lo removerá de su cargo llevándolo al cruce de calles más populoso del pueblo y al mediodía lo ahorcarán dejando el cuerpo expuesto hasta la puesta de sol para que sea ejemplo a aquellos que pretenden torcer la ley.

## Identidad Cristiana
Algunos miembros de la organización han abrazado el ideario antisemita y supremacista blanco del movimiento de la Identidad Cristiana (Christian Identity).
Algunos creen que el Gobierno federal de los Estados Unidos es ilegítimo y se halla en manos de un Gobierno de Ocupación Sionista (Z.O.G.) por sus siglas en inglés, y es víctima de una presunta conspiración judía.
En 1985 un miembro anunció: «nuestra nación está completamente bajo el control del gobierno internacional invisible del Judaísmo Mundial».

## Impuestos federales
Los miembros de Posse Comitatus con frecuencia se niegan a pagar impuestos al sacarse la licencia para conducir vehículos o, de cualquier otra forma, cumplir los requisitos establecidos por las autoridades reguladoras. Al no estar respaldado por el oro, cosa que ellos afirman que es un requisito presente en la Constitución, niegan la validez del dinero fiduciario emitido por los Estados Unidos.
Han hecho redactar y querido registrar documentos legales pintorescos en los que declaran su independencia de los Estados Unidos o reclaman cargas según el «derecho anglosajón» contra las propiedades de aquellos a los que consideran sus enemigos, tales como empleados del Internal Revenue Service (la administración tributaria estadounidense) o jueces. A menudo participan en campañas contra el pago de impuestos o utilizan el argumentario típico de los objetores de conciencia tributarios.

## Actividades delictivas
El 13 de febrero de 1983 el exmiembro de la organización Gordon Kahl, que estaba acusado de violar los términos de su libertad condicional, asesinó a dos alguaciles federales (que habían ido a detenerlo) en Dakota del Norte, pasando a ser un prófugo de la justicia. Siguió un tiroteo el 3 de junio de 1983 en el que resultaron muertos Kahl y el sheriff Gene Matthews del condado de Lawrence (Arkansas). Otros miembros de la organización están presos por delitos que van desde evasión de impuestos y falsificación hasta amenazas a empleados de la administración tributaria.y jueces.
La organización ha demostrado dar apoyo a sus miembros en otras oportunidades. El 2 de septiembre de 1975 Francis Earl Gillings, fundador de un grupo local de Posse Comitatus en el condado de San Joaquín, encabezó un grupo formado por miembros cuyo objetivo era que los organizadores del sindicato agrario United Farm Workers organizasen también a los recolectores de tomate no sindicados. Cuando los ayudantes del sheriff quisieron detener a Gillings por una infracción de tráfico, tuvieron una escaramuza con él y se hizo un disparo que hirió al ayudante en la oreja.
El 15 de agosto de 2012 se detuvo a cinco sospechosos en conexión con la muerte por arma de fuego de dos ayudantes del sheriff y las heridas infligidas a otros dos en la parroquia de St. John the Baptist (Luisiana). Terry Smith, de 44 años; Brian Smith, de 24; Derrick Smith, de 22; Teniecha Bright, de 21 y Kyle David Joekel, de 28, fueron identificados y Brian y Joekel señalados como autores de los disparos. Existe el rumor de que pertenecían a un grupo de Posse Comitatus. El 17 de agosto de 2012, otros dos sospechosos, —Chanel Skains, de 37 años, y Britney Keith, de 23— fueron imputados por colaboración después de los hechos.

## Sovereign citizens
Las teorías legales de Posse Comitatus han sido profundizadas por el movimiento «sovereign citizens» (ciudadanos soberanos) que afirma que cualquier ciudadano estadounidense puede convertirse en un «ciudadano soberano» estando sometido así solamente al derecho común anglosajón (common law) o al «derecho constitucional» y no a otros códigos legislativos (entre ellos, el derecho tributario para la mayoría de impuestos).  El Uniform Commercial Code (Código Comercial Uniforme) tiene algo que ver con estas teorías legales, por ejemplo véase el caso de 1991 United States v. Saunders, 951 F.2d 1065 (9th Cir. 1991). en el Tribunal de Apelaciones de los Estados Unidos, noveno circuito.
Algunas organizaciones afroestadounidenses han adoptado ideas de los sovereign citizens, y el movimiento se encuentra dominado por feligreses de la religión de Christian Identity, Algunos de los que pertenecen al movimiento consideran a los afroestadounidenses, los cuales solo accedieron a la ciudadanía legal a raíz de la Guerra de Secesión y la aprobación de la 14.ª Enmienda, como «ciudadanos según la 14.ª Enmienda» con menos derechos que los ciudadanos blancos.
El movimiento de los sovereign citizens dio origen al «movimiento prorredentista» (redemption movement) que sostiene que el gobierno de Estados Unidos ha esclavizado a sus ciudadanos utilizándolos como garantía mobiliaria para asegurar el pago de su deuda externa. Los promotores del esquema prorredentista venden instrucciones que detallarían de qué manera los ciudadanos pueden «redimirse» (liberarse) rellenando formularios concretos del gobierno en un orden concreto y utilizando expresiones formularias concretas. El movimiento «ha producido ganancias incalculables para sus promotores, ha enterrado tribunales y otros organismos oficiales bajo toneladas de papeleo inútil y dado lugar a decenas de detenciones y penas de prisión».
El FBI clasifica a algunos miembros de sovereign cítizens («extremistas de sovereign citizens») como un movimiento terrorista estadounidense. En 2010 el Southern Poverty Law Center (SPLC) estimó que unos 100,000 estadounidenses eran «creyentes de la linea dura de los sovereign citizens» mientras que otros 200,000 «empezaban probando las técnicas de los sovereign para resistirse a cualquier cosa, desde multas por exceso de velocidad a acusaciones por tráfico de drogas».

## Condado de Alpine, California
A finales de los años 1970, Posse Comitatus quiso tomar el control del condado de Alpine (California) estableciéndose allí y presentando a sus candidatos en las elecciones locales.
El condado de Alpine se encuentra en las montañas de Sierra Nevada al este de Stockton y extendiéndose por las vertientes al este y al oeste de Ebbetts Pass sobre la autopista interestatal n.º 4. En 2010 su población es de 1,175 habitantes. Posse Comitatus consideró que ganar las elecciones locales en el condado de Alpine era su oportunidad para hacerse con el control de todo un condado. La organización desplegó a su candidato al cargo de sheriff y registró para las elecciones locales a votantes falsos usando apartados de correos y terrenos desocupados como direcciones de los mismos. Seis personas fueron encausadas por fraude electoral, los registros falsos se eliminaron y el sheriff titular fue reelegido.

## Tigerton, Wisconsin
La organización tuvo una presencia activa en Tigerton (Wisconsin) hasta que el ministerio fiscal adoptó medidas severas a principios de los años 1980 llevando a prisión a varios cabecillas del grupo.